# Zygaena lonicerae
Zygaena lonicerae је врста инсекта из реда лептира (Lepidoptera), који припада породици Zygaenidae.

## Опис
Овај ноћни лептир, као и сви представници породице Zygaenidae активан је дању. Распон крила је од 30 до 46 мм. На предњим крилима има 5 црвених мрља. Крила су у основи црна, али са јаким плавим или зеленим преливом. Задња крила су црвена са дебелим црним рубом. Врсте су врло варијабилне у зависности од географског порекла, са великим бројем подврста. Врста је слична сродној Zygaena trifolii.

## Распрострањење и станиште
Zygaena lonicerae насељава читаву Европу, док се у Азији њен ареал простире преко Русије до Кине, а на југу до Кавказа. У Србије је чешћа у планинском региону. Ова врста преферира сува  станишта у приобалним подручјима, морским литицама, отвореним шумама, травњацима, кречњачким стенама и субалпским долинама, на надморској висини до 2.000 метара.

## Биологија
Одрасле јединке (адулти) су активни од јуна до августа. Женке полажу јаја у јулу месецу на биљке из породице лептирњача - Fabaceae: Trifolium, Lathyrus, Lotus, Onobrychis, Vicia. Јаја су бледо жута, а женка их полаже на доњу старну биљке хранитељке, а некада и на биљке које расту у близини. Гусеница нарасте  од 19 до 28 мм. Плавкастозелене су или бледо жуте, са дугим бледим длачицама и неколико редова црних мрља. Гусенице су некада паразитиране мувама из породице Tachinidae или осама. Гусеница се храни до касног лета и ране зиме, а наставља да се развија и следеће године. Крајем маја гусенице су потпуно одрасле. Гусенице се улуткавају у чаури која је жућкаста или смеђа на околним биљкама. Боја лутке варира од браон до црне.

## Синоними
- Sphinx lonicerae Scheven, 1777
- Zygaena apicalielongata Vorbrodt & Müller-Rutz, 1917
- Zygaena apicalielongata Vorbrodt, 1914
- Zygaena apicalimaculata Vorbrodt, 1913
- Zygaena aspasia Meigen, 1830
- Zygaena bercei Sand, 1879
- Zygaena burgeffi Przegendza, 1926
- Zygaena carnea Spuler, 1906
- Zygaena centripuncta Reiss, 1964
- Zygaena chalybea Aurivillius, 1888/89
- Zygaena citrina Speyer, 1887
- Zygaena complexa Tutt, 1906
- Zygaena complicata Tutt, 1906
- Zygaena confluens Burgeff, 1906
- Zygaena confusa Tutt, 1906
- Zygaena diaphana Burgeff, 1906
- Zygaena graminis Villers, 1789
- Zygaena hades Metschl, 1925
- Zygaena herzi Slastshevsky, 1911
- Zygaena inversa Tutt, 1906
- Zygaena kratochvili Povolny & Gregor, 1946
- Zygaena lonicerae subsp. major Frey, 1880
- Zygaena lutea Nickerl, 1897
- Zygaena marginata Burgeff, 1906
- Zygaena medioconfluens Reiss, 1964
- Zygaena omniconfluens Vorbrodt, 1913
- Zygaena parvimaculata Holik, 1939
- Zygaena rubescens Burgeff, 1906
- Zygaena secunda Tutt, 1906
- Zygaena semicitrina Niepelt, 1924
- Zygaena sexmaculata Dziurzynski, 1910
- Zygaena sphingiformis Dabrwski, 1965
- Zygaena translucens Burgeff, 1926
- Zygaena ussuriensis Reiss, 1929

## Подврсте
- Zygaena lonicerae lonicerae
- Zygaena lonicerae abbastumana Reiss, 1922
- Zygaena lonicerae alpiumgigas Verity, 1925
- Zygaena lonicerae insularis Tremewan, 1960 (Ireland)
- Zygaena lonicerae intermixta Verity, 1925
- Zygaena lonicerae jocelynae Tremewan, 1962 (Isle of Skye)
- Zygaena lonicerae kalkanensis Reiss, 1932
- Zygaena lonicerae latomarginata (Tutt, 1899) (England)
- Zygaena lonicerae leonensis Tremewan, 1961
- Zygaena lonicerae linnei Reiss, 1922
- Zygaena lonicerae microdoxa Dujardin, 1965
- Zygaena lonicerae nobilis Navàs, 1924
- Zygaena lonicerae silana Burgeff, 1914
- Zygaena lonicerae thurneri Holik, 1943
- Zygaena lonicerae vivax Verity, 1920